# Jamesbrittenia bicolor
Jamesbrittenia bicolor là một loài thực vật có hoa trong họ Huyền sâm. Loài này được (Dinter) Hilliard mô tả khoa học đầu tiên năm 1992.